# Copa del Generalísimo de fútbol 1969
La Copa del Generalísimo de fútbol 1969 fue la 65.ª edición de la competición de Copa.
El torneo se disputó en mayo y junio de 1969 tras finalizar la temporada de Liga 1968-69 y lo ganó el Atlético de Bilbao (nombre que recibía en aquella época oficialmente el Athletic Club), siendo el 21er título de Copa obtenido por el equipo vasco. 

## Equipos participantes
La competición de 1969 contó únicamente con participación de los 16 equipos de la Primera división, siendo este un formato de Copa que solo había existido anteriormente en las ediciones de 1957 y 1958, y que no ha vuelto a repetirse más desde 1969.
La razón aducida por las autoridades federativas para optar por este formato fue que era necesario recortar el calendario ya que al haberse unificado los dos grupos de Segunda división en un único grupo con más equipos, el torneo de Segunda división terminaba más tarde que el de Primera y no habría fechas posibles para un torneo de Copa en el que participasen también los equipos de Segunda.

## Desarrollo del torneo
La edición de 1969 fue una de las más sorprendentes de la historia del torneo. En la primera ronda quedaron eliminados los 4 primeros clasificados de aquel año en la Liga. 
El Real Madrid, flamante campeón, que se había paseado aquella temporada en la Liga, perdiendo un solo partido en toda la temporada; precisamente ante uno de los finalistas, el propio Elche CF; sucumbió ante sus vecinos y eternos rivales del Atlético de Madrid. Estos se impusieron 2-1 en la ida en el Manzanares y el Real Madrid se vio imposibilitado de remontar en su estadio esa exigua ventaja. 
La U. D. Las Palmas, subcampeón de liga, fue el único equipo que pudo seguir la estela del Real Madrid durante 25 de las 30 jornadas de liga; perdió ante el R. C. D. Coruña. En el partido de ida, jugado en el Estadio Municipal de Riazor, ganó el equipo de casa 2-1 y en el partido de vuelta jugado en el Estadio Insular los amarillos volvieron a perder por la mínima 1-2 y quedando así eliminados de la Copa del Rey.
El FC Barcelona, tercer clasificado en Liga, también cayó en la primera ronda, ante una Real Sociedad que había terminado en la mitad de la tabla. Los donostiarras golearon 5-1 en la ida y el FC Barcelona no pudo culminar la remontada en la vuelta, al ganar solo por 3-0.
El C. D. Sabadell C. F., 4º en la Liga, cayó frente al Granada C. F.. El Granada C. F. necesitó del desempate para deshacerse del C. D. Sabadell C. F.. 
De los equipos clasificados aquel año para competición europea, solo el Valencia C. F., quinto clasificado, fue capaz de superar la primera ronda. 
Los dos equipos que lograron avanzar hasta la final fueron el Elche C. F. y el Atlético de Bilbao. 
Los ilicitanos pasaron sus eliminatorios con resultados muy ajustados. Eliminaron primero al Pontevedra C. F., se dieron el placer de batir al Valencia C. F. en un duelo de rivalidad regional y finalmente dieron cuenta de una emergente Real Sociedad que a su vez se había deshecho de FC Barcelona y Atlético de Madrid. La eliminatoria con los realistas requirió de un tercer partido de desempate en Madrid en el que el Elche se impuso por 2-0.
El Elche C. F. vivía en aquel momento el punto culminante de su edad dorada. Tras casi una década asentado en la Primera división obtenía por primera vez el pase para una final de Copa, hito considerado aún hoy en día el mayor de su historia. 
El otro finalista era el Atlético de Bilbao, que había cuajado una pésima campaña de Liga, acabando en la zona media-baja de la tabla no muy lejos del descenso. Los bilbaínos utilizaron la Copa para desquitarse de su mala campaña. Los leones se plantaron en la final de su torneo tras deshacerse de Real Zaragoza, R. C. D. Coruña y Granada C. F.. El Athletic llevaba 11 años sin ganar la Copa, pero tenía muy recientes las finales perdidas de 1966 y 1967.

## Cuadro
|  | Octavos de final     | Octavos de final | Octavos de final   | Octavos de final |                    |               | Cuartos de final | Cuartos de final | Cuartos de final |               |   | Semifinales             | Semifinales             | Semifinales             | Semifinales             |                    |   | Final                                                  | Final                                                  |  |
|  | 4 y 11 de mayo       | 4 y 11 de mayo   | 4 y 11 de mayo     | 4 y 11 de mayo   |                    |               | 8 y 25 de mayo   | 8 y 25 de mayo   | 8 y 25 de mayo   |               |   | 1 de junio y 7 de junio | 1 de junio y 7 de junio | 1 de junio y 7 de junio | 1 de junio y 7 de junio |                    |   | 15 de junio de 1969, Estadio Santiago Bernabéu, Madrid | 15 de junio de 1969, Estadio Santiago Bernabéu, Madrid |  |
|  |                      |                  |                    |                  |                    |               |                  |                  |                  |               |   |                         |                         |                         |                         |                    |   |                                                        |                                                        |  |
|  |                      |                  |                    |                  |                    |               |                  |                  |                  |               |   |                         |                         |                         |                         |                    |   |                                                        |                                                        |  |
|  | C. D. Sabadell C. F. | 3                | 0                  | 0                |                    |               |                  |                  |                  |               |   |                         |                         |                         |                         |                    |   |                                                        |                                                        |  |
|  | C. D. Sabadell C. F. | 3                | 0                  | 0                |                    |               |                  |                  |                  |               |   |                         |                         |                         |                         |                    |   |                                                        |                                                        |  |
|  | Granada C. F.        | 0                | 3                  | 1                |                    |               |                  |                  |                  |               |   |                         |                         |                         |                         |                    |   |                                                        |                                                        |  |
|  | Granada C. F.        | 0                | 3                  | 1                |                    | Granada C. F. | 2                | 1                |                  |               |   |                         |                         |                         |                         |                    |   |                                                        |                                                        |  |
|  |                      |                  |                    |                  |                    | Granada C. F. | 2                | 1                |                  |               |   |                         |                         |                         |                         |                    |   |                                                        |                                                        |  |
|  |                      |                  | C. D. Málaga       | 1                | 1                  |               |                  |                  |                  |               |   |                         |                         |                         |                         |                    |   |                                                        |                                                        |  |
|  | R. C. D. Español     | 0                | C. D. Málaga       | 1                | 1                  | 2             |                  |                  |                  |               |   |                         |                         |                         |                         |                    |   |                                                        |                                                        |  |
|  | R. C. D. Español     | 0                |                    |                  |                    |               |                  |                  |                  |               |   |                         |                         |                         |                         |                    |   |                                                        |                                                        |  |
|  | C. D. Málaga         | 3                | 2                  |                  |                    |               |                  |                  |                  |               |   |                         |                         |                         |                         |                    |   |                                                        |                                                        |  |
|  | C. D. Málaga         | 3                | 2                  |                  |                    |               |                  |                  |                  | Granada C. F. | 1 | 0                       |                         |                         |                         |                    |   |                                                        |                                                        |  |
|  |                      |                  |                    |                  |                    |               |                  |                  |                  | Granada C. F. | 1 | 0                       |                         |                         |                         |                    |   |                                                        |                                                        |  |
|  |                      |                  | Atlético de Bilbao | 1                | 2                  |               |                  |                  |                  |               |   |                         |                         |                         |                         |                    |   |                                                        |                                                        |  |
|  | R. C. D. Coruña      | 2                | Atlético de Bilbao | 1                | 2                  | 2             |                  |                  |                  |               |   |                         |                         |                         |                         |                    |   |                                                        |                                                        |  |
|  | R. C. D. Coruña      | 2                |                    |                  |                    |               |                  |                  |                  |               |   |                         |                         |                         |                         |                    |   |                                                        |                                                        |  |
|  | U. D. Las Palmas     | 1                | 1                  |                  |                    |               |                  |                  |                  |               |   |                         |                         |                         |                         |                    |   |                                                        |                                                        |  |
|  | U. D. Las Palmas     | 1                | 1                  |                  | R. C. D. Coruña    | 0             | 1                |                  |                  |               |   |                         |                         |                         |                         |                    |   |                                                        |                                                        |  |
|  |                      |                  |                    |                  | R. C. D. Coruña    | 0             | 1                |                  |                  |               |   |                         |                         |                         |                         |                    |   |                                                        |                                                        |  |
|  |                      |                  | Atlético de Bilbao | 0                | 3                  |               |                  |                  |                  |               |   |                         |                         |                         |                         |                    |   |                                                        |                                                        |  |
|  | Real Zaragoza        | 1                | Atlético de Bilbao | 0                | 3                  | 0             |                  |                  |                  |               |   |                         |                         |                         |                         |                    |   |                                                        |                                                        |  |
|  | Real Zaragoza        | 1                |                    |                  |                    |               |                  |                  |                  |               |   |                         |                         |                         |                         |                    |   |                                                        |                                                        |  |
|  | Atlético de Bilbao   | 1                | 1                  |                  |                    |               |                  |                  |                  |               |   |                         |                         |                         |                         |                    |   |                                                        |                                                        |  |
|  | Atlético de Bilbao   | 1                | 1                  |                  |                    |               |                  |                  |                  |               |   |                         |                         |                         |                         | Atlético de Bilbao | 1 |                                                        |                                                        |  |
|  |                      |                  |                    |                  |                    |               |                  |                  |                  |               |   |                         |                         |                         |                         | Atlético de Bilbao | 1 |                                                        |                                                        |  |
|  |                      |                  | Elche C. F.        | 0                |                    |               |                  |                  |                  |               |   |                         |                         |                         |                         |                    |   |                                                        |                                                        |  |
|  | Valencia C. F.       | 2                | Elche C. F.        | 0                | 1                  |               |                  |                  |                  |               |   |                         |                         |                         |                         |                    |   |                                                        |                                                        |  |
|  | Valencia C. F.       | 2                |                    |                  |                    |               |                  |                  |                  |               |   |                         |                         |                         |                         |                    |   |                                                        |                                                        |  |
|  | Córdoba C. F.        | 0                | 2                  |                  |                    |               |                  |                  |                  |               |   |                         |                         |                         |                         |                    |   |                                                        |                                                        |  |
|  | Córdoba C. F.        | 0                | 2                  |                  | Valencia C. F.     | 1             | 1                |                  |                  |               |   |                         |                         |                         |                         |                    |   |                                                        |                                                        |  |
|  |                      |                  |                    |                  | Valencia C. F.     | 1             | 1                |                  |                  |               |   |                         |                         |                         |                         |                    |   |                                                        |                                                        |  |
|  |                      |                  | Elche C. F.        | 2                | 1                  |               |                  |                  |                  |               |   |                         |                         |                         |                         |                    |   |                                                        |                                                        |  |
|  | Elche C. F.          | 2                | Elche C. F.        | 2                | 1                  | 0             |                  |                  |                  |               |   |                         |                         |                         |                         |                    |   |                                                        |                                                        |  |
|  | Elche C. F.          | 2                |                    |                  |                    |               |                  |                  |                  |               |   |                         |                         |                         |                         |                    |   |                                                        |                                                        |  |
|  | Pontevedra C. F.     | 0                | 1                  |                  |                    |               |                  |                  |                  |               |   |                         |                         |                         |                         |                    |   |                                                        |                                                        |  |
|  | Pontevedra C. F.     | 0                | 1                  |                  |                    |               |                  |                  |                  | Elche C. F.   | 3 | 1                       | 2                       |                         |                         |                    |   |                                                        |                                                        |  |
|  |                      |                  |                    |                  |                    |               |                  |                  |                  | Elche C. F.   | 3 | 1                       | 2                       |                         |                         |                    |   |                                                        |                                                        |  |
|  |                      |                  | Real Sociedad      | 0                | 4                  | 0             |                  |                  |                  |               |   |                         |                         |                         |                         |                    |   |                                                        |                                                        |  |
|  | Atlético de Madrid   | 2                | Real Sociedad      | 0                | 4                  | 0             | 0                |                  |                  |               |   |                         |                         |                         |                         |                    |   |                                                        |                                                        |  |
|  | Atlético de Madrid   | 2                |                    |                  |                    |               |                  |                  |                  |               |   |                         |                         |                         |                         |                    |   |                                                        |                                                        |  |
|  | Real Madrid          | 1                | 0                  |                  |                    |               |                  |                  |                  |               |   |                         |                         |                         |                         |                    |   |                                                        |                                                        |  |
|  | Real Madrid          | 1                | 0                  |                  | Atlético de Madrid | 1             | 1                |                  |                  |               |   |                         |                         |                         |                         |                    |   |                                                        |                                                        |  |
|  |                      |                  |                    |                  | Atlético de Madrid | 1             | 1                |                  |                  |               |   |                         |                         |                         |                         |                    |   |                                                        |                                                        |  |
|  |                      |                  | Real Sociedad      | 2                | 1                  |               |                  |                  |                  |               |   |                         |                         |                         |                         |                    |   |                                                        |                                                        |  |
|  | Real Sociedad        | 5                | Real Sociedad      | 2                | 1                  | 0             |                  |                  |                  |               |   |                         |                         |                         |                         |                    |   |                                                        |                                                        |  |
|  | Real Sociedad        | 5                |                    |                  |                    |               |                  |                  |                  |               |   |                         |                         |                         |                         |                    |   |                                                        |                                                        |  |
|  | FC Barcelona         | 1                | 3                  |                  |                    |               |                  |                  |                  |               |   |                         |                         |                         |                         |                    |   |                                                        |                                                        |  |
|  | FC Barcelona         | 1                | 3                  |                  |                    |               |                  |                  |                  |               |   |                         |                         |                         |                         |                    |   |                                                        |                                                        |  |
|  |                      |                  |                    |                  |                    |               |                  |                  |                  |               |   |                         |                         |                         |                         |                    |   |                                                        |                                                        |  |

## Octavos de final

### Cuadro
| Equipo 1              | Agr. | Equipo 2              | Ida | Vuelta | 3er partido |
| --------------------- | ---- | --------------------- | --- | ------ | ----------- |
| Valencia C. F.        | 3-2  | Córdoba C. F.         | 2-0 | 1-2    |             |
| Real Sociedad de F.   | 5-4  | C. F. Barcelona       | 5-1 | 0-3    |             |
| C. D. Sabadell C. F.  | 3-4  | Granada C. F.         | 3-0 | 0-3    | 0-1         |
| R. C. D. Español      | 2-5  | C. D. Málaga          | 0-3 | 2-2    |             |
| Elche C. F.           | 2-1  | Pontevedra C. F.      | 2-0 | 0-1    |             |
| R. C. D. Coruña       | 4-2  | U. D. Las Palmas      | 2-1 | 2-1    |             |
| C. Atlético de Madrid | 2-1  | Real Madrid C. F.     | 2-1 | 0-0    |             |
| Real Zaragoza C. D.   | 1-2  | C. Atlético de Bilbao | 1-1 | 0-1    |             |

### Partidos
| Ida; 03 de mayo de 1969 | Valencia C. F. | 2:0 | Córdoba C. F. |  |  |

| Vuelta; 11 de mayo de 1969 | Córdoba C. F. | 2:1 (Global 2:3) | Valencia C. F. |  |  |

| Ida; 04 de mayo de 1969 | Real Sociedad de F. | 5:1 | C. F. Barcelona |  |  |

| Vuelta; 10 de mayo de 1969 | C. F. Barcelona | 3:0 (Global 4:5) | Real Sociedad de F. |  |  |

| Ida; 04 de mayo de 1969 | C. D. Sabadell C. F. | 3:0 | Granada C. F. |  |  |

| Vuelta; 11 de mayo de 1969 | Granada C. F. | 3:0 | C. D. Sabadell C. F. |  |  |

| Desempate; 13 de mayo de 1969 | C. D. Sabadell C. F. | 0:1 (Global 3:4) | Granada C. F. |  |  |

| Ida; 04 de mayo de 1969 | R. C. D. Español | 0:3 | C. D. Málaga |  |  |

| Vuelta; 11 de mayo de 1969 | C. D. Málaga | 2:2 (Global 5:2) | R. C. D. Español |  |  |

| Ida; 04 de mayo de 1969 | Elche C. F. | 2:0 | Pontevedra C. F. |  |  |

| Vuelta; 11 de mayo de 1969 | Pontevedra C. F. | 1:0 (Global 1:2) | Elche C. F. |  |  |

| Ida; 04 de mayo de 1969 | R. C. D. Coruña | 2:1 | U. D. Las Palmas |  |  |

| Vuelta; 11 de mayo de 1969 | U. D. Las Palmas | 1:2 (Global 2:4) | R. C. D. Coruña |  |  |

| Ida; 04 de mayo de 1969 | C. Atlético de Madrid | 2:1 | Real Madrid C. F. |  |  |

| Vuelta; 11 de mayo de 1969 | Real Madrid C. F. | 0:0 (Global 1:2) | C. Atlético de Madrid |  |  |

| Ida; 04 de mayo de 1969 | Real Zaragoza C. D. | 1:1 | C. Atlético de Bilbao |  |  |

| Vuelta; 10 de mayo de 1969 | C. Atlético de Bilbao | 1:0 (Global 2:1) | Real Zaragoza C. D. |  |  |

## Cuartos de final

### Cuadro
| Equipo 1           | Agr. | Equipo 2              | Ida | Vuelta |
| ------------------ | ---- | --------------------- | --- | ------ |
| Atlético de Madrid | 2-3  | Real Sociedad         | 1-2 | 1-1    |
| Valencia C. F.     | 2-3  | Elche C. F.           | 1-2 | 1-1    |
| R. C. D. Coruña    | 1-3  | C. Atlético de Bilbao | 0-0 | 1-3    |
| Granada C. F.      | 3-2  | C. D. Málaga          | 2-1 | 1-1    |

### Partidos
| Ida; 17 de mayo de 1969 | Atlético de Madrid | 1:2 | Real Sociedad |  |  |

| Vuelta; 24 de mayo de 1969 | Real Sociedad | 1:1 (Global 3:2) | Atlético de Madrid |  |  |

| Ida; 17 de mayo de 1969 | Valencia C. F. | 1:2 | Elche C. F. |  |  |

| Vuelta; 25 de mayo de 1969 | Elche C. F. | 1:1 (Global 3:2) | Valencia C. F. |  |  |

| Ida; 18 de mayo de 1969 | R. C. D. Coruña | 0:0 | C. Atlético de Bilbao |  |  |

| Vuelta; 24 de mayo de 1969 | C. Atlético de Bilbao | 3:1 (Global 3:1) | R. C. D. Coruña |  |  |

| Ida; 18 de mayo de 1969 | Granada C. F. | 2:1 | C. D. Málaga |  |  |

| Vuelta; 25 de mayo de 1969 | C. D. Málaga | 1:1 (Global 2:3) | Granada C. F. |  |  |

## Semifinales

### Cuadro
| Equipo 1      | Agr. | Equipo 2              | Ida | Vuelta | 3er partido |
| ------------- | ---- | --------------------- | --- | ------ | ----------- |
| Granada C. F. | 1-3  | C. Atlético de Bilbao | 1-1 | 0-2    |             |
| Elche C. F.   | 6-4  | Real Sociedad de F.   | 3-0 | 1-4    | 2-0         |

### Partidos
| Ida; 01 de junio de 1969 | Granada C. F. | 1:1 | C. Atlético de Bilbao |  |  |

| Vuelta; 07 de junio de 1969 | C. Atlético de Bilbao | 2:0 (Global 3:1) | Granada C. F. |  |  |

| Ida; 01 de junio de 1969 | Elche C. F. | 3:0 | Real Sociedad de F. |  |  |

| Vuelta; 07 de junio de 1969 | Real Sociedad de F. | 4:1 | Elche C. F. |  |  |

| Desempate; 10 de junio de 1969 | Elche C. F. | 2:0 (Global 6:4) | Real Sociedad de F. |  |  |

## Final
Se disputó el 15 de junio de 1969 en el Estadio Santiago Bernabéu de Madrid.
La alineación del Atlético de Bilbao estuvo formada por Iribar, Sáez, Etxeberria, Aranguren, Igartua, Larrauri, Argoitia, Uriarte, Arieta II, Clemente y Rojo.
Por el Elche C. F. jugaron Araquistáin, Ballester, Iborra, González, Lezcano, Llompart, Serena, Curro, Vavá, Asensi y Casco.
La final fue extraña y no destacó precisamente por su gran juego. Parecía que iba a llegarse a la prórroga cuando en el minuto 82 un jovencísimo Javier Clemente, que jugaba de interior zurdo, realizó un brillante cambio de juego que habilitó una internada del Arieta II, quien logró batir a Araquistáin.
| 15 de junio de 1969 | C. Atlético de Bilbao | 1:0 | Elche C. F. | Santiago Bernabéu, Madrid        |                                  |
|                     | Arieta II 82'         |     |             | Asistencia: 120.000 espectadores | Asistencia: 120.000 espectadores |

|                               |
| Campeón C. Atlético de Bilbao |
| 21.er título                  |